# Lista de fenômenos da Internet
Esta é uma lista de fenômenos da Internet, ou seja, uma lista contendo os fenômenos da Internet notórios, referendados pela mídia de modo geral.

## Brasil

### Bettina da Empiricus
Em meados de março de 2019, milhões de usuários do YouTube no Brasil foram bombardeados por uma insistente propaganda da empresa de cursos de investimentos Empiricus, estrelando uma mulher chamada Bettina Rudolph, que, para vender um dos cursos da companhia, dizia ter 22 anos e ter conseguido converter R$1.520 fornecidos por seu pai em R$1.042.000 em apenas três anos. A propaganda viralizou tanto por seu caráter intrusivo e incômodo, interrompendo os vídeos aos quais as pessoas estavam assistindo e irritando-as, quanto pela promessa irreal de ganhos financeiros a partir de um alegado valor baixo. Bettina foi alvo de milhares de memes em redes como o Twitter e acendeu debates sobre meritocracia no capitalismo e os privilégios socioeconômicos de pessoas que nascem em famílias dotadas de boas condições financeiras e de vida. Economistas como o professor da FGV e comentarista da Globo News Samy Dana provaram que, no mercado financeiro de hoje, é impossível um rendimento tão elevado e que, se a alegada multiplicação do investimento de Bettina se mantivesse, em 15 anos ela teria 2 milhões de vezes mais dinheiro do que o Produto Interno Bruto dos Estados Unidos.

### Cala a boca Galvão
Durante o show de abertura da Copa do Mundo FIFA de 2010, brasileiros no Twitter ordenavam o locutor Galvão Bueno a se calar, porque suas falas atrapalhavam o show, e posteriormente quando a Rede Globo transmitia algum jogo narrado por ele. O fenômeno foi em pouco tempo alçado a assunto mais comentado no site de microblogging e ganhou a atenção de jornais de todo o mundo. Um vídeo foi feito para incrementar a piada, aproveitando-se do fato que os estrangeiros se perguntavam, também no Twitter, o que era "Cala a boca Galvão": era "explicado" que "Cala a boca Galvão" significaria em inglês "Salvem o Galvão" e Galvão seria o nome de um pássaro brasileiro ameaçado de extinção.

### Dança do quadrado
Virou fenômeno quando lançada pelo Youtube, mostra um anão e seus dois ajudantes fazendo coisas engraçadas dentro de um quadrado. Já apareceu no Domingo Legal e no Caldeirão do Huck. Ganhou um VMB na categoria WebHit do Ano em 2008.

### E o Bambu?
Trata-se de um vídeo da década de 1970, no qual uma menina pergunta ao apresentador de TV Sílvio Santos sobre qual seria a diferença entre o poste, a mulher e o bambu. Sílvio Santos diz não saber, ela responde que o poste dá luz em cima, e a mulher dá à luz embaixo. Como a menina não fala sobre o bambu, o apresentador pergunta: "E o bambu?" Ela responde: "Enfia no teu cu". Em menos de uma semana, o vídeo foi visto mais de 150 mil vezes no Youtube, ficando entre os cem mais vistos no site. Esta piada foi repetida no VMB 2007 por Sílvio, Vesgo e Sabrina Sato do programa Pânico na TV.

### Felina ou Loira da Internet
Felina, ou simplesmente a "Loira da Internet", é o pseudônimo de Fabiane Menezes, uma nutricionista e modelo que em 2009 conta com 25 anos que se tornou notória na internet por divulgar em seu blog fotos e vídeos de dezenas de celebridades praticando sexo virtual com ela. Muitas das imagens mostram celebridades como Ronaldinho Gaúcho, Alexandre Pato e Wanderley Luxemburgo, por exemplo, masturbando-se ou exibindo seus órgão genitais. José Luiz Datena, em seu programa na Rede Bandeirantes, chegou a chamá-la de vagabunda, ao vivo.

### #forasarney

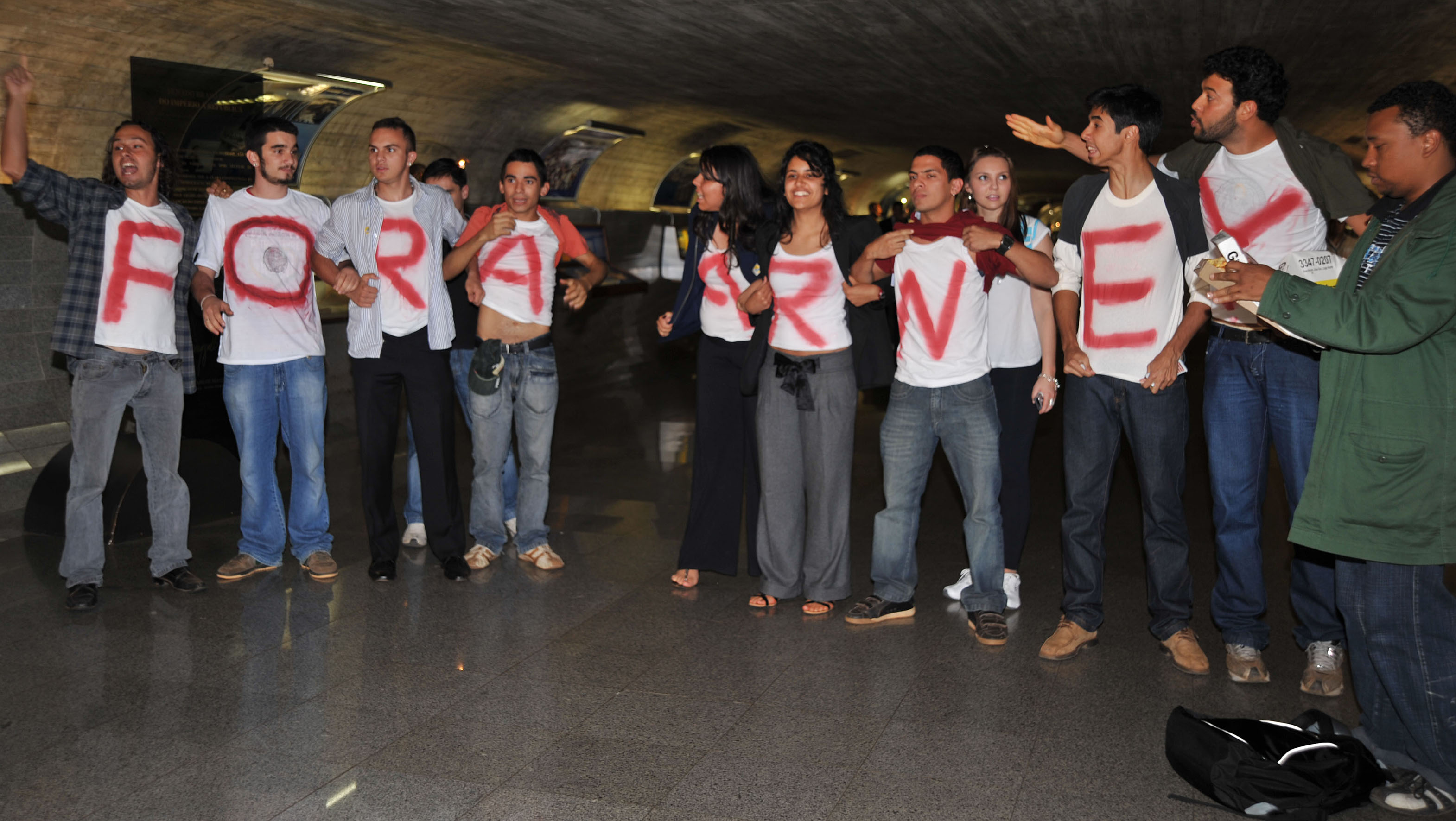
Manifestação de estudantes no Senado. (Foto: José Cruz/Agência Brasil).

#forasarney é uma expressão originada em junho de 2009 que tornou-se um meme virtual e que designa um movimento social, cujos simpatizantes exigem a saída do senador José Sarney de suas funções no Congresso Nacional do Brasil. Sarney virou alvo de denúncias de corrupção em meados de 2009 pelas mídias. Com o apoio de personalidades do país, a campanha obteve repercussão através da ferramenta de miniblog Twitter, porém motivou apenas uma resposta da assessoria do senador, respeitando o movimento.

### Jeremias "Muito Louco"
Trata-se de uma sequência de três entrevistas feitas por uma TV com um homem embriagado preso na cidade de Caruaru, Pernambuco, identificado como Jeremias. Devido a suas frases incoerentes mostradas no programa jornalístico policial Sem Meias Palavras da TV Jornal Interior, afiliada do SBT em Pernambuco, ele se tornou um fenômeno da Internet. O homem, cujo nome é Jeremias José do Nascimento, atualmente processa o Google pela exposição indevida de sua imagem. Recentemente surgiu um vídeo que um fã gravou com seu celular quando encontrou com o ídolo, nele, Jeremias revela que "parou de beber com o cão" e que agora está trabalhando com sua mãe, o video é de péssima qualidade pois como já foi dito, parece ter sido gravado com a câmera de um celular

### João do America
Trata-se de um trecho do documentário de curta metragem “Unido Vencerás”, de 2002, que mostra uma série de entrevistas com torcedores do time de futebol carioca America Football Club. A cena que viralizou apresenta João Paulo Serôa de Souza, aposentado de 50 anos, na época, durante uma partida do clube no Estádio Edson Passos. Aparentemente nervoso, João interrompe a entrevista para gritar palavras de baixo calão direcionadas ao então presidente do clube José Roberto Justo, enquanto dois idosos ao seu lado, seus pais, reclamavam de sua atitude. Um símbolo da paixão irreverente do torcedor brasileiro, o vídeo tornou-se mais famoso com o avanço das plataformas de compartilhamento de vídeos e das redes sociais, chegando a registrar, até 2014, em torno de 600 mil visualizações em uma única publicação, sem considerar suas derivações.

### João Gordo vs. Dado Dolabella
Em novembro de 2003, durante o programa Gordo a Go-Go da MTV Brasil, o apresentador João Gordo e o ator e músico entrevistado Dado Dolabella trocaram insultos entre si e usaram armas brancas. O motivo da briga teria sido as ofensas anteriores, características do programa, onde Gordo ironizou o disco Dado Pra Você, fazendo trocadilho com "Dando Pra Você", e Dolabella o chamou de "traidor do movimento punk". O vídeo foi divulgado somente três anos depois e rapidamente se tornou um fenômeno viral da internet.

### King Size do Rio de Janeiro
Consiste em uma entrevista na qual o entrevistado, questionado sobre o serviço de barcas no Rio de Janeiro, diz que é perseguido pela máfia chinesa, que por sua vez teria o objetivo de expulsá-lo do Rio a fim de impedi-lo de assumir o posto de King Size, algo que lhe foi concedido pela família real portuguesa no século XIX. Tornou-se um meme pela falta de lógica.
No sentido que o entrevistado diz, King Size é uma entidade suprema que tem poderes inimagináveis. Mas na verdade, "king-size" (com hífen) é uma palavra do inglês que significa: de tamanho grande, maior do que o tipo comum, e é usada para denominar tipos de camas, colchões e cigarros.

### Lindomar, o Sub-Zero brasileiro
Trata-se de um vídeo de um homem que aplica um golpe conhecido como L.A.I (Losango Aberto Invertido) na babá Divina Elaine Leite, que fora filmada batendo nas três crianças de que cuidava. As crianças eram um bebê de 6 meses, um menino de 2 anos e uma garota de 8 anos. O pai das crianças, o comerciante João Batista Barbosa da Silva (então com 24 anos), havia instalado uma microcâmera depois de ver seus filhos com unhadas e hematomas pelo corpo e atipicamente agressivos. Com o crime registrado em vídeo, ele procurou a polícia, mas não recebeu ajuda; decidiu então entregar a fita para uma emissora de televisão. Com a divulgação da fita, Divina Leite foi agredida por moradores do Setor Garavelo, bairro pobre de Aparecida de Goiânia, Goiás. Entre as agressões sofridas por Divina Leite esteve o chute de Lindomar. Tais acontecimentos, que ocorreram em 2002, foram filmados e exibidos em diversos programas populares, como o Programa do Ratinho. Assim, relacionou-se a imagem do golpe ao personagem dos jogos eletrônicos Sub-Zero, da famosa série da Midway Games intitulada Mortal Kombat.

### Ruth Lemos "Sanduíche-iche"
Trata-se de um vídeo sobre a nutricionista brasileira Ruth Lemos que, confundida pelo ponto eletrônico (que lhe retornava sua voz com delay), repetia o final das palavras durante uma entrevista que concedia ao telejornal Bom Dia Pernambuco, exibida pela emissora própria da Rede Globo, TV Globo Nordeste, parecendo que era gaga, tornando também, assim, um fenômeno da Internet. Maria Ruth Vieira de Lemos Vasconcelos, nascida a 23 de setembro de 1954, chegou a candidatar-se a deputada, aproveitando-se da fama repentina que tal episódio lhe valeu.

### Para Nossa Alegria
O sucesso do vídeo Para Nossa Alegria veio em março de 2012. Trata-se de um vídeo em que os membros da mesma família Jefferson, Suelen e Mara, que tem o hábito de ir para a igreja cantar, gravam uma versão de uma canção evangélica famosa, a “Galhos Secos”, da banda Êxodos. O vídeo da gravação foi postado dia 15 de março e rapidamente transformou-se em um viral da internet, pois em uma parte da música, Jefferson fala a frase "Para nossa alegria" de uma forma inesperada e bastante engraçada. Michel Teló e Levi Lima, vocalista da banda Jammil e Uma Noites, postaram a frase "para nossa alegria" no Twitter. Jair Rodrigues, Jair Oliveira, Luciana Mello e Thiaguinho fizeram paródias da versão do trio.

### Nega do Subaco Cabeludo
Lançado no dia 1º de 2012 o Web-Hit Nega do Subaco Cabeludo foi uma das febres da Internet em 2012. Interpretada por Pranchana Jack a canção que era esperada por ele ter cerca de 10 ou 11 visualizações, se tornou uma febre nas redes sociais como Facebook onde foi compartilhado em várias páginas de humor. Em 2013 o Hit já alcançou cerca de 15 milhões de acessos. Já apareceu no Cante se Puder e no programa de Eliana.

### Cadê meu chip Pedro?!
Fato ocorrido em 2009 na cidade de Vitória (ES). O vídeo que virou sucesso na internet mostra uma mulher enlouquecida e possivelmente bêbada que teve seu chip (o qual ficou-se sabendo era mesmo de um celular) pego emprestado pelo então namorado para poder copiar algumas músicas. No desespero de recuperar o tal chip, ela começou a gritar na frente do prédio onde morava o Pedro (que não estava em casa na hora) "Pedro, devolve meu chip", despertando assim a curiosidade dos moradores de um prédio vizinho que acordaram no meio da noite e filmaram tudo para depois colocar na internet. O vídeo em pouquíssimo tempo teve milhares de acessos e assim virou hit, gerando várias paródias que iam de Darth Vader a Barack Obama, ganhando até versão funk. O Pedro em questão foi descoberto por blogueiros da mesma cidade, que identificaram o prédio e avisaram-no da fama repentina. Em entrevista ao Fantástico, ele explicou a história e que depois devolveu o tal chip para a ex-namorada.

### Taca-lhe Pau, Marcos
Vídeo de menos de 30 segundos que virou fenômeno em 2014, acumulando mais de 6 milhões de visualizações. Dois primos que passavam férias num sítio da avó deles em Taió (Santa Catarina) brincavam num carrinho de madeira num morro próximo à casa da avó deles, dona Salvelina. Um deles (Marcos) pediu para que o primo (Leandro) gravasse a descida com um celular. Durante a descida, Leandro improvisa uma narração repetindo "taca-lhe pau" e ao final da descida, ele conclui dizendo "aizá, Marco véio". Os meninos viraram celebridades da noite pro dia, deram entrevistas em programas de TV e transformaram o "morro da vó Salvelina" num ponto turístico. O sucesso do bordão foi tanto que virou comercial do Grande Prêmio do Brasil de F1 2014. Em 2015, a prefeitura da cidade instalou placas indicando a localização do morro.

### Aham, Cláudia, senta lá
A frase veio de um antigo vídeo do começo da carreira da apresentadora Xuxa Meneghel no programa Clube da Criança, da extinta TV Manchete. Ela tentava organizar algumas crianças para uma brincadeira, sem sucesso. A certa altura, já muito nervosa, acaba gritando a frase "aham, Cláudia, senta lá" com uma menina que tinha pegado algo do chão e queria entregar à apresentadora. Descobriu-se depois que a menina não se chamava Cláudia, e sim Érica. Xuxa confundiu-se com os nomes porque, momentos antes, tinha entrevistado uma menina chamada Cláudia, que iria cantar no programa. A expressão acabou virando sinônimo de ironia para algo que nunca vai acontecer, tipo "vai sonhando".

### Luíza do Canadá
Um dos primeiros memes a ganhar fama fora da internet, fazia referência a uma menina chamada Luíza Rabello. Em 2012, ela morava no Canadá onde fazia intercâmbio. O pai dela, Gerardo Rabello, um jornalista famoso na Paraíba, estrelou na televisão o anúncio de um empreendimento comercial de alto padrão naquele estado. No comercial, ele diz que tinha convidado toda a família para conhecer, menos Luíza, uma vez que ela estava no Canadá. A frase foi inserida pelos produtores do comercial pelo fato da família ser muito conhecida e certamente a ausência de Luíza seria sentida no comercial. Rapidamente a expressão virou uma grande brincadeira nas redes sociais, na qual todo mundo relatava fatos que tinham acontecido e que já eram do conhecimento de todos, menos da Luíza já que ela estava no Canadá. O cantor Lenine tornou o meme ainda mais famoso, ao abrir um show na capital João Pessoa, no qual agradeceu a presença do público dizendo: "Que maravilha, está todo mundo aqui, rapaz. Só não está a Luíza, que está lá no Canadá". A fama foi tão grande que Luíza acabou voltando antes do fim do intercâmbio para o Brasil, onde deu entrevistas e estrelou comerciais. Até hoje Luíza é lembrada na Paraíba. Em um comercial do Telecine, uma rede de canais de cinema, durante a chamada o locutor usou a mesma expressão e disse: "É por isso que todo mundo assiste Telecine, menos a Luíza, que está no Canadá."

### Bora, Bill
Em 2022, durante a transmissão de uma partida amadora de futebol em Croatá, CE, um narrador começou a irritar o treinador de uma das equipes, Bill Moraes, apelidado de Bill, gritando várias vezes a frase "Bora, Bill!". O vídeo se tornou viral rapidamente em várias redes sociais, com a frase do meme sendo repetida por grande parte das pessoas no Brasil.
Polêmica e desfecho
Em outubro de 2022, durante a participação no podcast Inteligência Ltda, Bill contou uma piada racista, dizendo que “preto não é flor que se cheire”, deixando os apresentadores constrangidos, que ficaram calados, enquanto Bill gargalhava. Na ocasião, a produção pediu que esse trecho seja cortado, o que foi atendido. A entrevista completa ficou no ar por 24h no canal do podcast no YouTube, com o trecho exato em que Bill conta a piada sendo cortado. Após o episódio, os internautas criticaram Bill, o que resultou no seu "cancelamento" e no desfecho do meme.
| “ | Eu trabalhava em um restaurante em que um dia chegou um senhor e falou assim 'Tu sabe por que não existe flor preta? Porque preto não é flor que se cheire' | ” |

Após o boicote que sofreu, Bill publicou um vídeo pedindo desculpas pelo ocorrido, dizendo que se sentiu "envergonhado". Alguns internautas salvaram o trecho do momento da piada ofensiva e postaram na internet, antes de o podcast ter restringindo na íntegra.

## Mundo

### Ragecomics/Posters
O site 4chan (fórum onde pessoas de diversas nacionalidades postam de forma anônima sobre os mais variados assuntos) originou e popularizou muitos dos chamados "RageComics", figuras cômicas criadas e editadas em programas de edição de imagens para expressar determinadas reações, situações e comportamentos. Tais figuras são geralmente retratadas em imagens e "tiras" em quadrinhos, geralmente com o propósito de fazer rir. O humor abordado por estes memes vai desde o pastelão inocente até situações de extremo humor negro e escatologia. Os mais famosos personagens de Ragecomic incluem o "Rageguy" (que dá nome ao Meme), "Trollface/Coolface" , "Cereal Guy", "Okay Guy", "Fuck Yeah", "Me Gusta", "Forever Alone", dentre outros. Há também variações que seguem um padrão específico de criação e estilo de humor próprio, tais como os "Demotivationals" (imagens aleatórias colocadas numa moldura preta com um título seguido de uma frase-comentário sarcástica), os LOLCats (imagens de gatos em poses e comportamentos não convencionais), "Advice Dog" (pôsteres coloridos, originalmente com a figura de um cão, que dá conselhos ou lições geralmente ofensivas à moral), entre muitos outros.

### All your base are belong to us
Uma tradução mal feita do jogo Zero Wing.

### Evolution of Dance
Mostra o comediante Judson Laipply dançando músicas dos anos 50, anos 60…até as músicas dos tempos modernos, de modo que pareça uma evolução.

### Gary Brolsma
Gary Brolsma virou um fenômeno da internet após executar a performance que ficou conhecida como "Dança Numa Numa" (Ao som da música "Dragostea din tei", do grupo moldavo O-Zone). Consiste num vídeo dele mesmo sentado diante de uma webcam movendo os braços e dublando a música, de forma intencionalmente cômica, tendo conseguido mais de 8 milhões de visualizações.

### Germano Mosconi
O jornalista italiano Germano Mosconi (1932-2012) tornou-se um fenômeno internacional da internet, a partir de 2004, após o vazamento de vídeos datados do início da década de 1990, nos quais ele, quando era apresentador de um telejornal esportivo da emissora de TV Telenuovo, proferia blasfêmias, palavras de baixo calão, insultos e outros comportamentos cômicos por causa de interferências como erros no script, lapsos de fala e pessoas entrando inesperadamente no estúdio de gravação. Milhares de videomontagens têm sido publicados em homenagem às suas peripécias.

### Harlem Shake
O Harlem Shake (Inglês: Shake significa se requebrar), obteve sucesso em Fevereiro de 2013. A música original foi desenvolvida por Baauer. O vídeo original foi postado na internet no dia 22 de maio de 2012 no YouTube. O vídeo viral que começou a febre do Harlem Shake pelo mundo foi postado no YouTube no dia 2 de fevereiro de 2013 pelo canal Filthy Frank TV. Nele, mostra-se apenas 36 segundos da música original e mostra também 4 pessoas fantasiadas dançando, destaque para o Pink Guy, personagem do canal interpretado por George "Joji" Miller, o criador do canal Filthy Frank TV. O sucesso desse vídeo causou grande apreciamento pelo mundo todo, fazendo o viral ser reproduzido com elementos diferentes por centenas de uploaders e vistos por milhões de pessoas em muito pouco tempo.

### Mannequin Challenge
O Mannequin Challenge (em português: Desafio do Manequim) se tornou popular em novembro de 2016, em que as pessoas permanecem congeladas em ação como manequins, enquanto uma câmera em movimento os filme, geralmente com a canção "Black Beatles" de Rae Sremmurd ou outra canção tocando no fundo.

### O RLY?
Representado por uma coruja que causa a impressão de estar rindo. O "O RLY" vem do inglês "Oh, Really?", que significa "É mesmo?", podendo ser respondido com "YA RLY", que vem do inglês "YES, REALLY", que significa "É sim".
O "O RLY?" pode ser compreendido primeiramente como uma ironia, de forma a demonstrar que a afirmação do interlocutor é óbvia e já conhecida.

### Jeff Dunham
Série de vídeos feitos pelo ventríloquo americano e comediante stand up, Jeff Dunham. Começou a virar um fenômeno na internet, depois do espetáculo Achmed, O Terrorista Morto, que foi exibido mundialmente pela internet, ganhando versões traduzidas para o português e vários outros idiomas.

### Tourist Guy
É uma lenda urbana surgida na Internet após os ataques de 11 de setembro. O "Tourist Guy" é um turista que supostamente teria sido fotografado no alto de uma das torres do World Trade Center alguns segundos antes do ataque terrorista. A fotografia, produto de uma montagem simples em programas de edição de imagem, circulou primeiramente através de e-mails e depois foi reproduzida em diversos sites. Algumas semanas depois, internautas passaram a reelaborar a lenda, inserindo a imagem do Tourist Guy em cartazes de filmes e em eventos misteriosos ou catástrofes históricas.

### Smosh - Beef 'n Go
Trata-se de um dos vários vídeos de produção caseira de Anthony Padilla e Ian Hecox, que criaram o Smosh.com, site que faz vídeos de comédia em que na maioria eles protagonizam todos os papéis, o vídeo é um comercial de um produto fictício chamado Beef 'n Go, uma espécie de carne em forma de pasta dentro de um tubinho para se consumir a hora que quiser.
No comercial aparecem várias montagens com famosos supostamente segurando Beefs 'n Go, que incluem Barack Obama, Britney Spears e Tom Cruise, o que torna o comercial cômico. O vídeo foi feito em 2008 e já alcançou mais de 90,4 milhões de visitas.

### Susan Boyle
Trata-se de um vídeo com um trecho do programa inglês Britain's Got Talent, uma espécie de American Idol, que busca novos talentos. No dia 11 de abril de 2009, a desempregada escocesa Susan Boyle participou do programa. Devido ao seu jeito humilde, cabelos mal arrumado e modo de falar inseguro. Susan cresceu com mais 10 irmãos e cuidava de sua mãe doente. O público e os jurados, ao verem seu estado, transformaram a mulher de 47 anos num alvo de chacotas. Porém, quando Susan abriu a boca e cantou a música "I Dreamed a Dream", do musical da Broadway Os Miseráveis, o público ovacionou a mulher, devido a sua voz belíssima. No final de sua performance, os jurados reconheceram seus preconceitos e Susan foi aprovada por unanimidade. O vídeo com Susan cantando se tornou um fenômeno, alcançado mais de 120 milhões de acessos em pouco tempo.

### Which Backstreet Boy Is Gay
Which Backstreet Boy Is Gay é uma paródia da canção I Want It That Way dos Backstreet Boys que se tornou um fenômeno da internet. Nesta música, cantores imitam o tom de voz dos Backstreet Boys e concluem no final que eles são todos gays.
No Brasil, o programa Pânico da rádio Jovem Pan criou uma versão em português sob o título de Qual dos Backstreet Boys é Gay.

### It's over 9000
It's Over 9000 é um erro do anime Dragon Ball Z de tradução do dublador inglês do Vegeta. Ele tornou-se um meme da internet e se espalhou no YouTube rapidamente. Ele mostra Vegeta irritado dizendo a frase It's Over 9000! (que significa "É de mais de 9000!"), respondendo à pergunta de Nappa sobre o poder de Goku. Em todas as línguas e até mesmo no mangá original e na dublagem brasileira Vegeta diz "É de mais de 8000!", mas no inglês ele diz "It's Over 9000!". Logo essa frase também virou febre em paródias de diversos desenhos e programas denominados de Youtube Poop, que podem ser encontradas tanto na versão brasileira (Youtube Poop BR) no Youtube.

### Antoine Dodson
Em Lincon Park, um conjunto habitacional de Alabama, nos Estados Unidos, ocorre um caso de tentativa de estupro. Em 28 de julho de 2010, uma equipe da NBC aparece no local para entrevistar a vítima e seus familiares. É então que Antoine Dodson, irmão da vítima, dá uma declaração acidentalmente cômica. O vídeo foi mixado no Auto-Tune pelo grupo The Gregory Brothers e transformado na canção "Bed Intruder Song", que se tornou um dos clipes mais acessados do YouTube. Vários covers e até orquestras regravaram uma versão do mix.

### 241543903
Ao procurar por essa série de números em um site de busca como o Google, é possível encontrar diversas fotos de pessoas com a cabeça dentro de uma geladeira ou freezer. A brincadeira começou quando o estadunidense David Horvitz recomendou a uma amiga que estava com febre que colocasse a cabeça na geladeira, de brincadeira. Ele tirou uma foto e a publicou em seu Flickr em 9 de abril de 2009, pedindo então em seu blog que as pessoas tirassem fotos com a cabeça dentro do freezer e publicassem como "241543903". Em pouco tempo a ideia ficou famosa e ganhou referências em redes sociais como Twitter e Facebook.

### Jozin z Bazin
Jožin z Bazin (originalmente de 1978) é uma canção do músico e comediante tcheco Ivan Mladek, e é uma de suas canções mais conhecidas. Ele mesmo chamou de "National Anthem" de seu programa de TV "Countryshow". Em janeiro de 2008, a canção se tornou popular na Polônia, vencendo várias paradas de música. É também popular na Hungria, Áustria e Rússia, que ostenta um culto seguinte em blogs e diversas versões de traduções. A canção é um conto surreal de um misterioso monstro devorador de homens que vive nos pântanos (Jožin z Bazin > Joey dos pântanos). Na canção, o monstro é finalmente derrotado, com a utilização de um Cropduster. Um cabaré polonês chamado Kabaret Wyrwigroszem criou uma paródia de "Jožin z Bazin", intitulado "Marzy Donald" (sonhos 'Donald'), sobre o primeiro-ministro polonês, Donald Tusk. A banda russa Murzilki Internacional fez uma paródia russa sob o título "Путин título едет в Пикалёво" ("Putin vai para Pikalyovo") sobre o ex-presidente russo e atual primeiro-ministro, Vladimir Putin. A Ivan Mladek Banjo Band criou uma versão polonesa da "Jožin z Bazin". O mais próximo do estilo musical equivalente em Inglês é o do Wurzels.

### Potter Puppet Pals
Trata-se de uma série de vídeos feitos com bonecos parodiando a série de livros Harry Potter. Os vídeos são feitos por Neil Cicierega. O vídeo mais famoso é Mysterious Ticking Noise, uma música em que os personagens começam ao cantar ao som de um 'som misterioso de tique-taque'.

### The Ultimate Showdown of Ultimate Destiny
Uma música feita por Neil Cicierega e animada por Shawn Vulliez. É uma das primeiras animutations, e retrata "a maior batalha de todos os tempos" que envolve tanto personagens fictícios, como Godzilla, Batman, e Indiana Jones, como personagens históricos, como Abraham Lincoln, Shaquille O'Neal e Chuck Norris.

### Nyan Cat
O vídeo mostra um gato cinza com corpo de torrada que voa através do espaço e deixa um rastro de arco-íris, enquanto toca uma música irritante e repetitiva que é um remix da música "Nyanyanyanyanyanyanya!". Em 16 de junho de 2011, quem acessasse o vídeo no YouTube veria uma miniatura do gato na barra do tempo.

### My Little Pony: A Amizade É Mágica
A série de desenho animado produzida por Lauren Faust e lançada em 2010 pela Hasbro para o relançamento da linha de brinquedos da série foi "descoberta" pelos membros da 4chan, o que levou alguns elementos do desenho a se tornarem memes da internet. Os fãs majoritariamente do sexo masculino e bem mais velhos do que o público-alvo, que eram meninas, se autodenominaram como "bronies". A Hasbro, a The Hub e a equipe de produção do programa por sua vez, reconheceram a base de fãs na internet, criando uma personagem chamada "Derpy Hooves" (assim chamada devido ao resultado de uma piada de um animador no primeiro episódio) e fazendo com que ela fizesse participações especiais em episódios subsequentes.

### Guts Man's ass
Guts Man's Ass, ou a bunda do Guts Man, é um meme que mostra a grande forma do corpo do personagem Guts Man, que é seguido do robô Mega Man encarar ele com uma música dramática, o meme virou febre entre os mais variados e diversos poopers do Youtube. O segredo do sucesso se deve pelo fato de que em um episódio da série animada Mega Man, onde Guts Man, vestido como um canguru e carregando Cut Man em sua bolsa como um joey, tem sua porção de cauda arrancada pelo Rush, criando assim um buraco no traje que revela sua bunda.

### Wu Yongning
Wu Yongning foi um acrobata e dublê chinês, sendo um dos pioneiros e mais famosos rooftoppers do mundo. Ele se tornou notório por publicar vídeos na rede Sina Weibo nos quais aparecia se arriscando, sem quaisquer equipamentos de proteção, no topo dos prédios mais altos da China. Suas publicações com vídeos ousados sempre alcançavam uma grande quantidade de visualizações.
Yongning começou a postar videos em fevereiro de 2017, e filmou sua própria morte, em 8 novembro daquele ano. Ele estava pendurado no 62º andar do arranha céu do Centro Internacional Huayuan, em Changsha. Enquanto fazia uma de suas ousadas acrobacias, ele fracassou no momento em que tenta retornar ao topo da edificação, e caiu rumo à sua morte, aos 26 anos. Seu corpo foi encontrado dias mais tarde por um limpador de janelas do edifício.

### Bowsette
Bowsette é uma representação feita por um fã do personagem Bowser, da série Super Mario, usando o power-up Super Crown de Toadette do título New Super Mario Bros. U Deluxe, do Nintendo Switch, para transformar-se em um sósia da Princesa Peach. A personagem se tornou popular após uma webcomic de quatro painéis postada por um usuário no Twitter e no DeviantArt em setembro de 2018.

### Sr Incrível ficando perturbador
O vídeo era do personagem ficcional Beto Pera (mais popularmente como Senhor Incrível) da série de filmes Os Incríveis ficando perturbador através de efeitos de edição de vídeo, muitos vídeos surgiram nas redes sociais no fim de 2021 e o começo de 2022 (principalmente Twitter e YouTube) também surgiu várias versões como o personagem ficando mais feliz.